# National Basketball Association 2002-2003
La stagione della National Basketball Association 2002-2003 fu la 57ª edizione del campionato NBA. La stagione si concluse con la vittoria dei San Antonio Spurs, che sconfissero i New Jersey Nets per 4-2 nelle finali NBA.

## Squadre partecipanti
- Atlanta Hawks
- Boston Celtics
- Chicago Bulls
- Cleveland Cavaliers
- Dallas Mavericks
- Denver Nuggets
- Detroit Pistons
- G.S. Warriors
- Houston Rockets
- Indiana Pacers
- L.A. Clippers
- L.A. Lakers
- Memphis Grizzlies
- Miami Heat
- Milwaukee Bucks

- Minnesota T'wolves
- N.J. Nets
- N.O. Hornets
- N.Y. Knicks
- Orlando Magic
- Phoenix Suns
- Philadelphia 76ers
- Portland T. Blazers
- Sacramento Kings
- San Antonio Spurs
- Seattle S.Sonics
- Toronto Raptors
- Utah Jazz
- Wash. Wizards

## Classifica finale

### Eastern Conference
Atlantic Division
|  |    |                        | G  | V  | P  | %    | GB |
|  | -- | ---------------------- | -- | -- | -- | ---- | -- |
|  | 1. | N.J. Nets (2)          | 82 | 49 | 33 | 59,8 | -  |
|  | 2. | Philadelphia 76ers (4) | 82 | 48 | 34 | 58,5 | 1  |
|  | 3. | Boston Celtics (6)     | 82 | 44 | 38 | 53,7 | 5  |
|  | 4. | Orlando Magic (8)      | 82 | 42 | 40 | 51,2 | 7  |
|  | 5. | Wash. Wizards          | 82 | 37 | 45 | 45,1 | 12 |
|  | 6. | N.Y. Knicks            | 82 | 37 | 45 | 45,1 | 12 |
|  | 7. | Miami Heat             | 82 | 25 | 57 | 30,5 | 24 |

Central Division
|  |    |                     | G  | V  | P  | %    | GB |
|  | -- | ------------------- | -- | -- | -- | ---- | -- |
|  | 1. | Detroit Pistons (1) | 82 | 50 | 32 | 61,0 | -  |
|  | 2. | Indiana Pacers (3)  | 82 | 48 | 34 | 58,5 | 2  |
|  | 3. | N.O. Hornets (5)    | 82 | 47 | 35 | 57,3 | 3  |
|  | 4. | Milwaukee Bucks (7) | 82 | 42 | 40 | 51,2 | 8  |
|  | 5. | Atlanta Hawks       | 82 | 35 | 47 | 42,7 | 15 |
|  | 6. | Chicago Bulls       | 82 | 30 | 52 | 36,6 | 20 |
|  | 7. | Toronto Raptors     | 82 | 24 | 58 | 29,3 | 26 |
|  | 8. | Cleveland Cavaliers | 82 | 17 | 65 | 20,7 | 33 |

### Western Conference
Midwest Division
|  |    |                        | G  | V  | P  | %    | GB |
|  | -- | ---------------------- | -- | -- | -- | ---- | -- |
|  | 1. | San Antonio Spurs (1)  | 82 | 60 | 22 | 73,2 | -  |
|  | 2. | Dallas Mavericks (3)   | 82 | 60 | 22 | 73,2 | -  |
|  | 3. | Minnesota T'wolves (4) | 82 | 51 | 31 | 62,2 | 9  |
|  | 4. | Utah Jazz (7)          | 82 | 47 | 35 | 57,3 | 13 |
|  | 5. | Houston Rockets        | 82 | 43 | 39 | 52,4 | 17 |
|  | 6. | Memphis Grizzlies      | 82 | 28 | 54 | 34,1 | 32 |
|  | 7. | Denver Nuggets         | 82 | 17 | 65 | 20,7 | 43 |

Pacific Division
|  |    |                         | G  | V  | P  | %    | GB |
|  | -- | ----------------------- | -- | -- | -- | ---- | -- |
|  | 1. | Sacramento Kings (2)    | 82 | 59 | 23 | 72,0 | -  |
|  | 2. | L.A. Lakers (5)         | 82 | 50 | 32 | 61,0 | 9  |
|  | 3. | Portland T. Blazers (6) | 82 | 50 | 32 | 61,0 | 9  |
|  | 4. | Phoenix Suns (8)        | 82 | 44 | 38 | 53,7 | 15 |
|  | 5. | Seattle S.Sonics        | 82 | 40 | 42 | 48,8 | 19 |
|  | 6. | G.S. Warriors           | 82 | 38 | 44 | 46,3 | 21 |
|  | 7. | L.A. Clippers           | 82 | 27 | 55 | 32,9 | 32 |

## Vincitore
| Campione NBA 2002-2003        |
| ----------------------------- |
| San Antonio Spurs (2º titolo) |

## Statistiche

### Statistiche individuali
| Categoria        | Giocatore     | Squadra            | Stat |
| Punti            | Tracy McGrady | Orlando Magic      | 32.1 |
| Rimbalzi         | Ben Wallace   | Detroit Pistons    | 15.4 |
| Assist           | Jason Kidd    | N.J. Nets          | 8.9  |
| Palle rubate     | Allen Iverson | Philadelphia 76ers | 2.7  |
| Stoppate         | Theo Ratliff  | Atlanta Hawks      | 3.2  |
| Palle perse      | Steve Francis | Houston Rockets    | 3.7  |
| Falli            | Kurt Thomas   | N.Y. Knicks        | 4.2  |
| Minuti a partita | Allen Iverson | Philadelphia 76ers | 42.5 |
| FG%              | Eddy Curry    | Chicago Bulls      | 58.5 |
| FT%              | Allan Houston | N.Y. Knicks        | 91.9 |
| 3FG%             | Bruce Bowen   | San Antonio Spurs  | 44.1 |
| Efficienza       | Tracy McGrady | Orlando Magic      | 30.3 |
| ---------------- | ------------- | ------------------ | ---- |

### Statistiche di squadra
| Categoria             | Squadra                       | Stat  |
| Punti per gara        | Dallas Mavericks              | 103.0 |
| Rimbalzi per gara     | G.S. Warriors                 | 46.7  |
| Assist per gara       | Utah Jazz                     | 25.6  |
| Palle rubate per gara | Philadelphia 76ers            | 10.3  |
| Stoppate per gara     | San Antonio Spurs             | 6.5   |
| Palle perse per gara  | Denver Nuggets                | 18.5  |
| FG%                   | Utah Jazz                     | 46.8  |
| FT%                   | Dallas Mavericks              | 82.9  |
| 3FG%                  | Milwaukee Bucks / N.Y. Knicks | 38.3  |
| +/-                   | Dallas Mavericks              | +8.4  |
| --------------------- | ----------------------------- | ----- |

## Premi NBA
- NBA Most Valuable Player Award: Tim Duncan, San Antonio Spurs
- NBA Rookie of the Year Award: Amar'e Stoudemire, Phoenix Suns
- NBA Defensive Player of the Year Award: Ben Wallace, Detroit Pistons
- NBA Sixth Man of the Year Award: Bobby Jackson, Sacramento Kings
- NBA Most Improved Player Award: Gilbert Arenas, Golden State Warriors
- NBA Coach of the Year Award: Gregg Popovich, San Antonio Spurs
- NBA Executive of the Year Award: Joe Dumars, Detroit Pistons
- Sportsmanship Award: Ray Allen, Seattle SuperSonics
- All-NBA First Team:
  - F - Kevin Garnett, Minnesota Timberwolves
  - F - Tim Duncan, San Antonio Spurs
  - C - Shaquille O'Neal, Los Angeles Lakers
  - G - Kobe Bryant, Los Angeles Lakers
  - G - Tracy McGrady, Orlando Magic
- All-NBA Second Team:
  - F - Dirk Nowitzki, Dallas Mavericks
  - F - Chris Webber, Sacramento Kings
  - C - Ben Wallace, Detroit Pistons
  - G - Jason Kidd, New Jersey Nets
  - G - Allen Iverson, Philadelphia 76ers
- All-NBA Third Team:
  - F - Paul Pierce, Boston Celtics
  - F - Jamal Mashburn, New Orleans Hornets
  - F - Jermaine O'Neal, Indiana Pacers
  - G - Stephon Marbury, Phoenix Suns
  - G - Steve Nash, Dallas Mavericks
- All-Defensive First Team:
  - F - Tim Duncan, San Antonio Spurs
  - F - Kevin Garnett, Minnesota Timberwolves
  - C - Ben Wallace, Detroit Pistons
  - G - Doug Christie, Sacramento Kings
  - G - Kobe Bryant, Los Angeles Lakers
- All-Defensive Second Team:
  - F - Ron Artest, Indiana Pacers
  - F - Bruce Bowen, San Antonio Spurs
  - C - Shaquille O'Neal, Los Angeles Lakers
  - G - Jason Kidd, New Jersey Nets
  - G - Eric Snow, Philadelphia 76ers
- All-Rookie First Team:
  - Yao Ming, Houston Rockets
  - Amar'e Stoudemire, Phoenix Suns
  - Caron Butler, Miami Heat
  - Drew Gooden, Orlando Magic
  - Nenê, Denver Nuggets
- All-Rookie Second Team:
  - Emanuel Ginóbili, San Antonio Spurs
  - Gordan Giriček, Orlando Magic
  - Carlos Boozer, Cleveland Cavaliers
  - Jay Williams, Chicago Bulls
  - J.R. Bremer, Boston Celtics